# Promozione Calabria 1974-1975
Nella stagione 1974-1975 la Promozione era il quinto livello del calcio italiano (il massimo livello regionale). Qui vi sono le statistiche relative al campionato in Calabria.
Il campionato è strutturato in vari gironi all'italiana su base regionale, gestiti dai Comitati Regionali di competenza. Promozioni alla categoria superiore e retrocessioni in quella inferiore non erano sempre omogenee; erano quantificate all'inizio del campionato dal Comitato Regionale secondo le direttive stabilite dalla Lega Nazionale Dilettanti, ma flessibili, in relazione al numero delle società retrocesse dal Campionato Interregionale e perciò, a seconda delle varie situazioni regionali, la fine del campionato poteva avere degli spareggi sia di promozione che di retrocessione.

## Squadre partecipanti
- F.C. Calcio Acri, Acri (CS)
- A.S. Bovalinese, Bovalino (RC)
- A.S. Cinquefrondi, Cinquefrondi (RC)
- A.S. Cutro, Cutro (KR)
- A.C. Locri 1909, Locri (RC)
- U.S.D. Paolana, Paola (CS)
- S.S. Polistena, Polistena (RC)
- U.S. Praia, Praia a Mare (CS)
- U.S. Pro Pellaro, Pellaro di Reggio Calabria

- S.C. Gallina, Gallina di Reggio Calabria
- A.S.D. S.S. Rende, Rende (CS)
- A.S. Roccella, Roccella Ionica (RC)
- U.S. Soverato, Soverato (CZ)
- S.S. Trebisacce, Trebisacce (CS)
- S.S. Tropea, Tropea, Tropea (VV)
- Vigor Nicastro, Lamezia Terme (CZ)

## Classifica finale
|  | Pos. | Squadra        | Pt | G  | V  | N  | P  | GF | GS | DR  |
|  | ---- | -------------- | -- | -- | -- | -- | -- | -- | -- | --- |
|  | 1.   | Paolana        | 43 | 30 | 17 | 9  | 4  | 40 | 14 | +26 |
|  | 2.   | Rende          | 43 | 30 | 17 | 9  | 4  | 56 | 27 | +29 |
|  | 3.   | Bovalinese     | 37 | 30 | 11 | 15 | 4  | 41 | 31 | +10 |
|  | 4.   | Trebisacce     | 37 | 30 | 15 | 7  | 8  | 61 | 39 | +22 |
|  | 5.   | Locri          | 34 | 30 | 12 | 10 | 8  | 39 | 28 | +11 |
|  | 6.   | Praia          | 31 | 30 | 12 | 7  | 11 | 29 | 33 | -4  |
|  | 7.   | Polistena      | 30 | 30 | 8  | 14 | 8  | 28 | 34 | -6  |
|  | 8.   | Tropea         | 29 | 30 | 10 | 9  | 11 | 33 | 36 | -3  |
|  | 9.   | Acri           | 29 | 30 | 11 | 7  | 13 | 33 | 40 | -7  |
|  | 10.  | Vigor Nicastro | 28 | 30 | 10 | 8  | 12 | 29 | 37 | -8  |
|  | 11.  | Roccella       | 28 | 30 | 9  | 10 | 11 | 27 | 37 | -10 |
|  | 12.  | Pro Pellaro    | 27 | 30 | 11 | 5  | 14 | 42 | 43 | -1  |
|  | 13.  | Cutro          | 25 | 30 | 7  | 11 | 12 | 27 | 37 | -10 |
|  | 14.  | Cinquefrondi   | 23 | 30 | 8  | 7  | 15 | 40 | 53 | -13 |
|  | 15.  | Gallina        | 21 | 30 | 6  | 9  | 15 | 19 | 41 | -22 |
|  | 16.  | Soverato       | 15 | 30 | 4  | 7  | 19 | 28 | 52 | -24 |

### Spareggio 1º posto
| Squadra 1 | Risultato | Squadra 2 |
| --------- | --------- | --------- |
| Paolana   | 4 - 1     | Rende     |

| Reggio Calabria 18 giugno 1975 | Paolana | 4 – 1 | Rende |  |